# Brullemail
Brullemail ist eine Gemeinde im französischen Département Orne in der Normandie. Sie gehört zum Kanton Écouves und zum Arrondissement Alençon.

## Geografie
Der Don entspringt im östlichen Teil der Gemeindegemarkung. Nachbargemeinden sind Merlerault-le-Pin im Norden, Ferrières-la-Verrerie im Nordosten, Courtomer im Südosten, Gâprée im Südwesten und Saint-Léonard-des-Parcs im Westen.

## Bevölkerungsentwicklung
| Jahr      | 1962 | 1968 | 1975 | 1982 | 1990 | 1999 | 2008 | 2015 | 2020 |
| --------- | ---- | ---- | ---- | ---- | ---- | ---- | ---- | ---- | ---- |
| Einwohner | 177  | 159  | 135  | 92   | 80   | 97   | 112  | 99   | 93   |

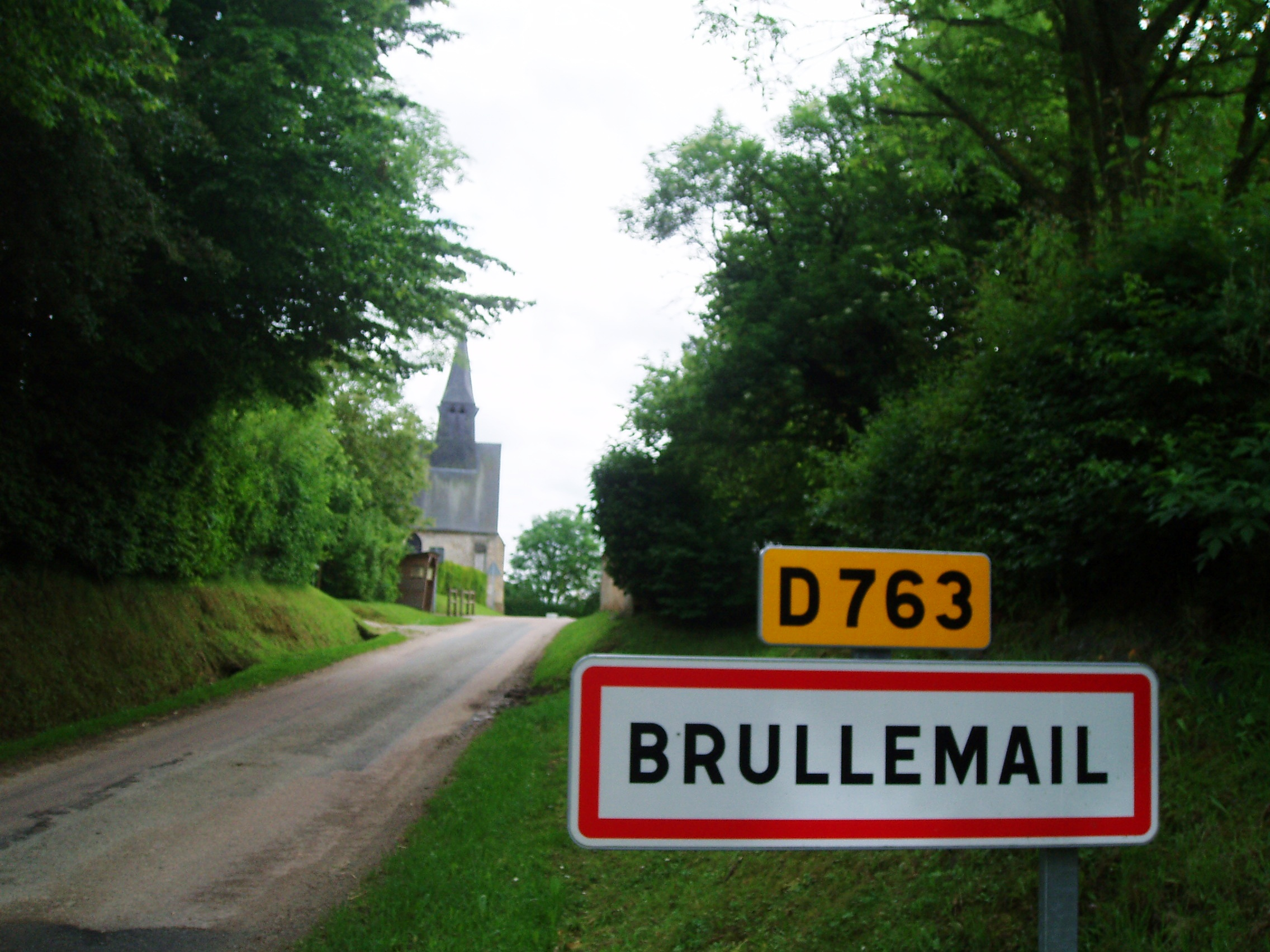
Nördlicher Ortseingang
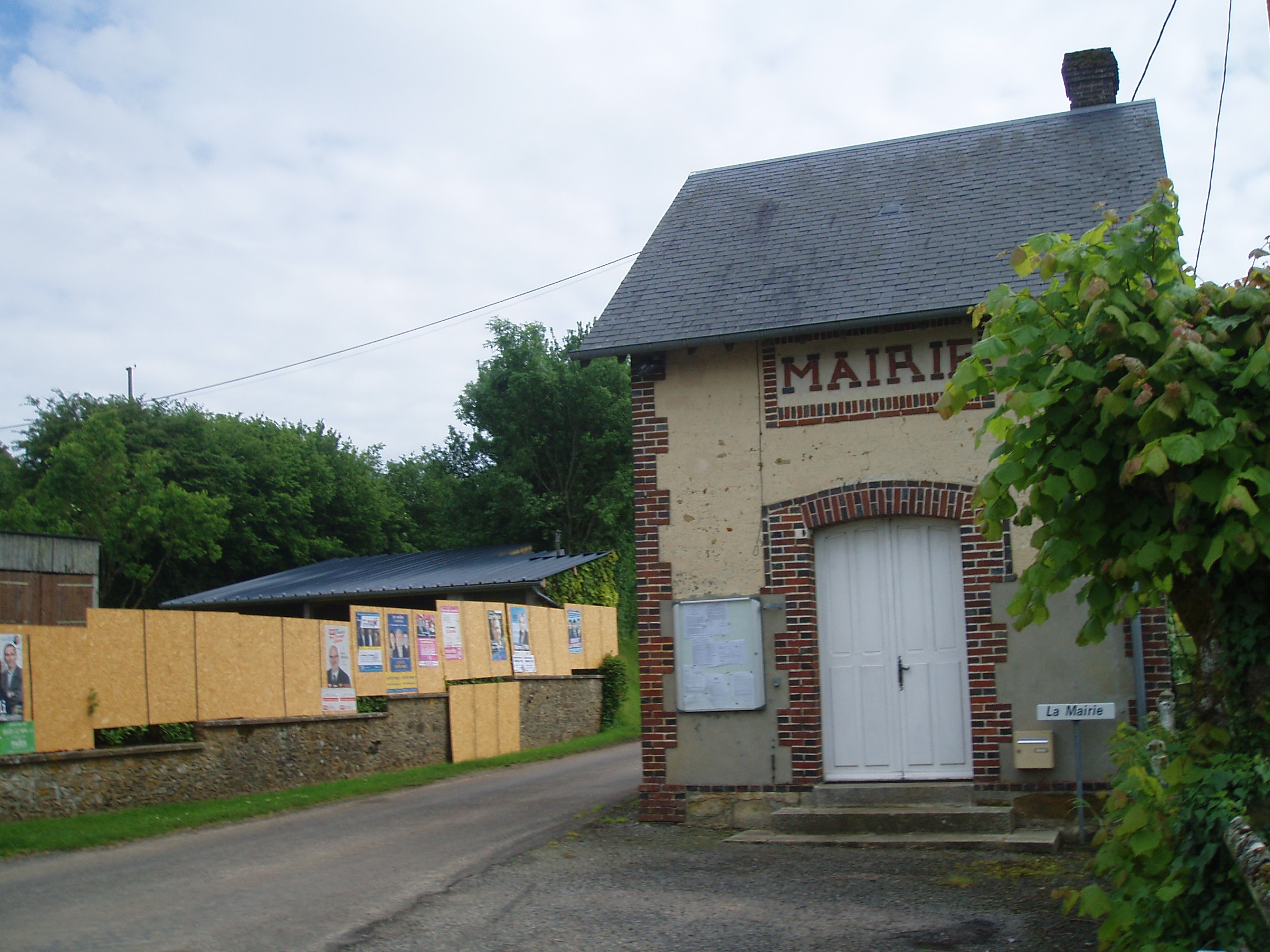
Mairie von Brullemail